# Andreas Schmid (Moderator)

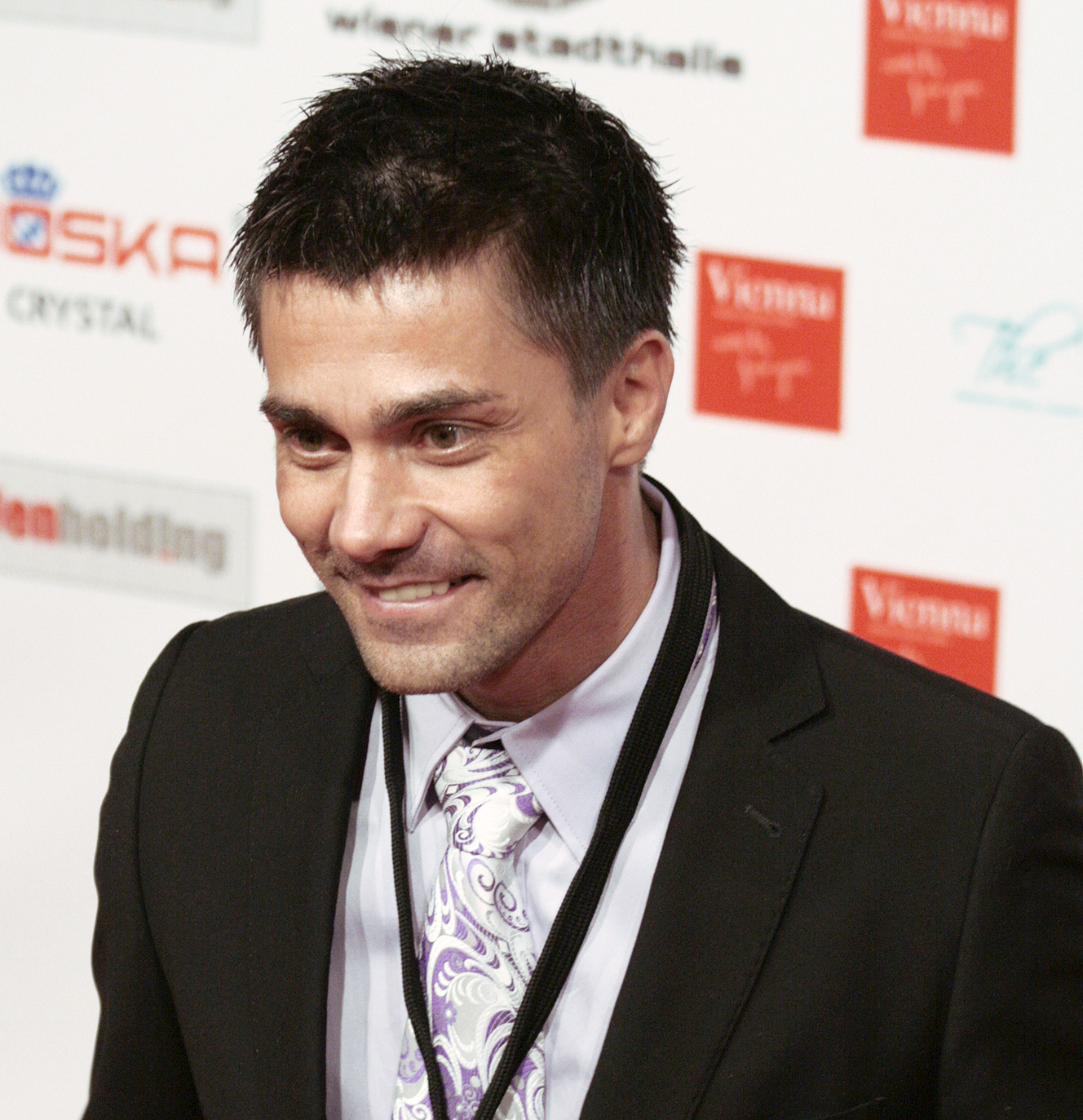
Andreas Seidl bei den Women’s World Awards 2009 in Wien

Andreas Schmid  (* 30. Mai 1972 in Wolfsberg in Kärnten als Andreas Seidl) ist ein österreichischer Fernsehmoderator.

## Leben
Nach einer Koch-Lehre in Villach begann Seidl 1991 als Urlaubs-Animateur unter anderem auf der Insel Rhodos zu arbeiten. 1999 startete dann seine Moderatoren-Karriere in Confetti-TiVi-Kinderfernsehen des ORF, in dem er bis 2004 regelmäßig auftrat. Von 2005 bis Oktober 2023 war Seidl einer der Moderatoren des Café-Puls-Frühstücksfernsehens von ProSieben Austria, Sat.1 Österreich und Puls 4.
2019 heiratete er Sina Schmid und nahm ihren Nachnamen an.